# Merle olivâtre
Turdus olivaceus
Espèce
Statut de conservation UICN

 LC  : Préoccupation mineure
Le Merle olivâtre (Turdus olivaceus) est une espèce de passereau appartenant à la famille des Turdidae.

## Description
Il peut atteindre une longueur de 24 cm et un poids de 101 grammes. La queue et les parties supérieures sont de couleur brun-olive terne. Le ventre est blanc et le reste des parties inférieures orange. La gorge est mouchetée de taches blanches.
Le chant du mâle est un mélange de sifflets et de trilles qui varie géographiquement. Il imite parfois d'autres oiseaux.

## Alimentation
Il se nourrit de vers de terre, insectes, escargots, fruits et araignées.

## Reproduction
La femelle construit un nid en coupe, généralement de 2 à 9 m au-dessus du sol dans un arbre ou une haie. Elle y pond de 1 à 3 (généralement 2) qu'elle couve seule pendant 14 à 15 jours  et les poussins prennent leur envol au bout de 16 autres jours.

## Répartition
On le trouve dans les montagnes de l'est-africain depuis l'Érythrée au nord jusqu'au cap de Bonne-Espérance au sud.

## Habitat
C'est un oiseau des forêts et des bois qui s'est adapté par endroits aux parcs et jardins.

## Sous-espèces
- Turdus olivaceus olivaceus
- Turdus olivaceus deckeni
- Turdus olivaceus baraka
- Turdus olivaceus bambusicola
- Turdus olivaceus nyikae
- Turdus olivaceus milanjensis
- Turdus olivaceus culminans
- Turdus olivaceus transvaalensis
- Turdus olivaceus pondoensis
- Turdus olivaceus oldeani
- Turdus olivaceus roehli : voir Turdus roehli
- Turdus olivaceus swynnertoni

## Galerie

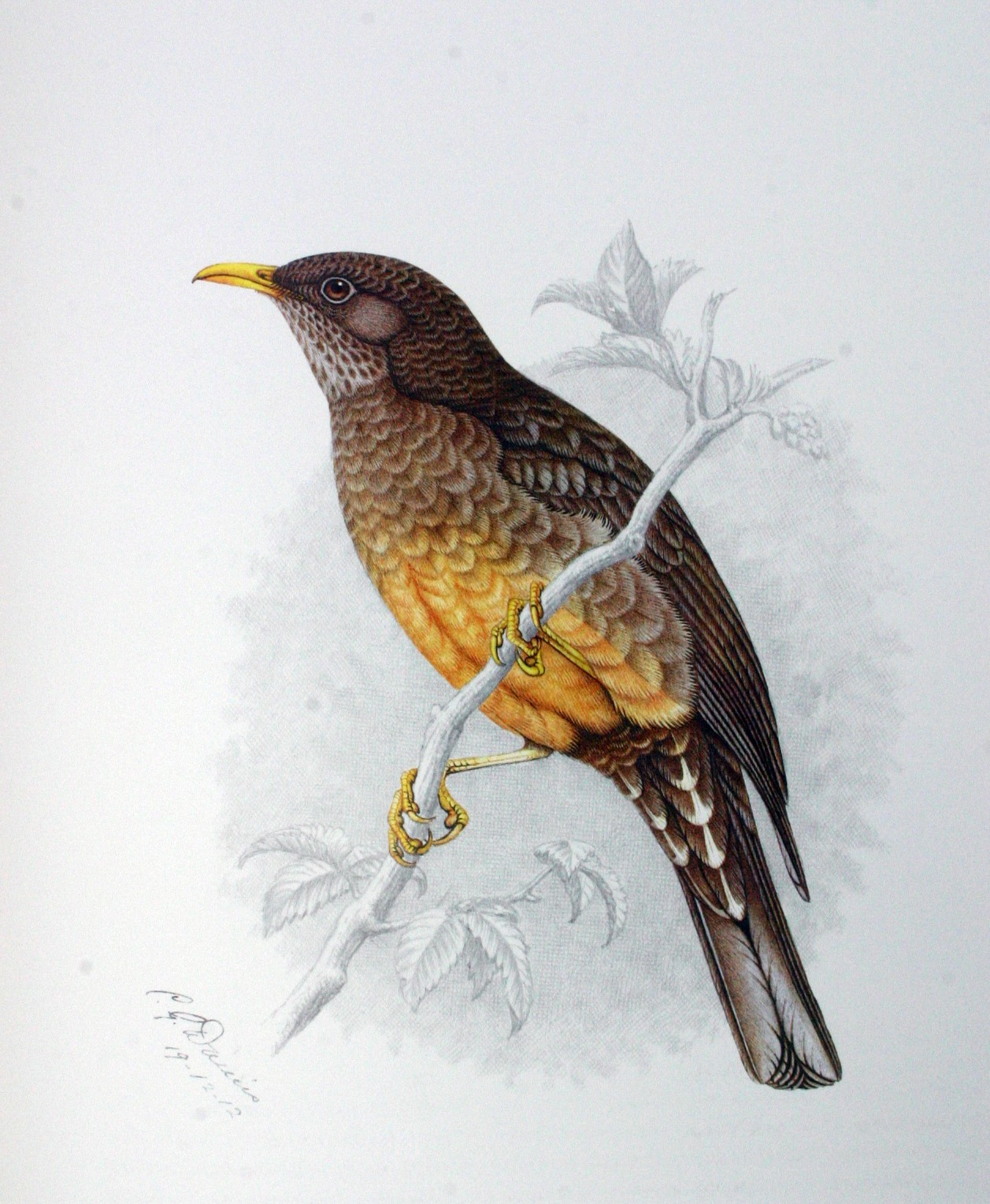
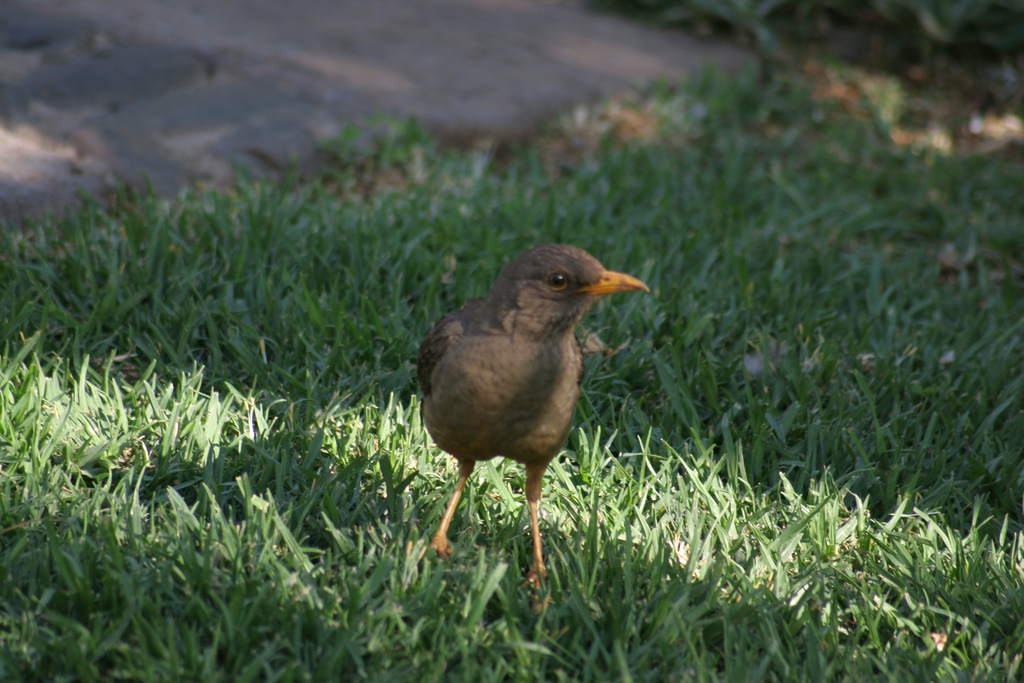